# Trachylepis bayonii
Trachylepis bayonii este o specie de șopârle din genul Trachylepis, familia Scincidae, descrisă de Ana Du Bocage în anul 1872. Conform Catalogue of Life specia Trachylepis bayonii nu are subspecii cunoscute.